# Хендерсон (Северна Каролина)
Хендерсон (енгл. Henderson) град је у америчкој савезној држави Северна Каролина.

## Демографија
По попису из 2010. године број становника је 15.368, што је 727 (-4,5%) становника мање него 2000. године.
| Група             | 2000.         | 2010.         |
| Белци             | 5.562 (34,6%) | 4.290 (27,9%) |
| Афроамериканци    | 9.524 (59,2%) | 9.842 (64,0%) |
| Азијати           | 103 (0,6%)    | 127 (0,8%)    |
| Хиспаноамериканци | 826 (5,1%)    | 982 (6,4%)    |
| Укупно            | 16.095        | 15.368        |